# 齐戈里

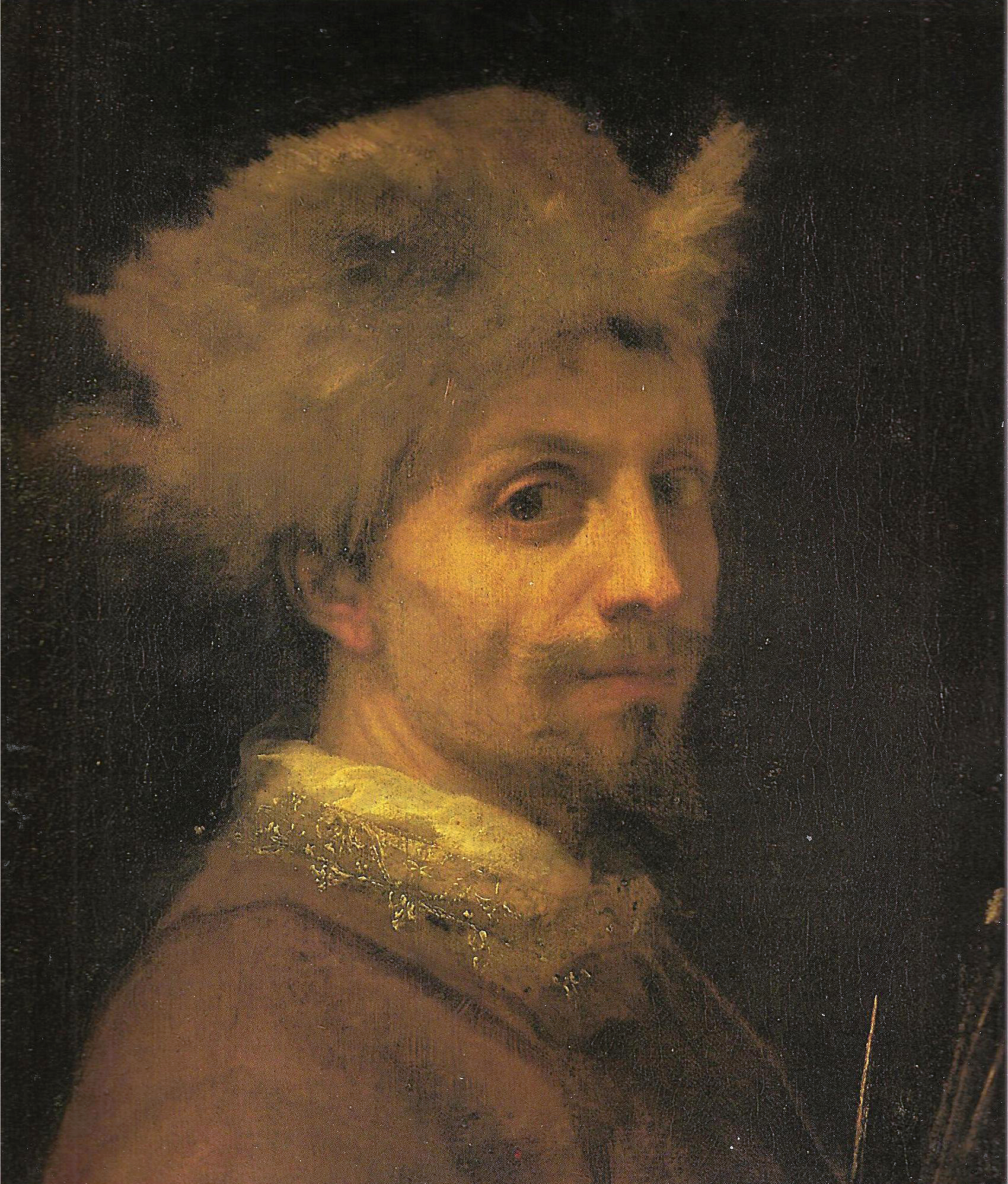
自画像

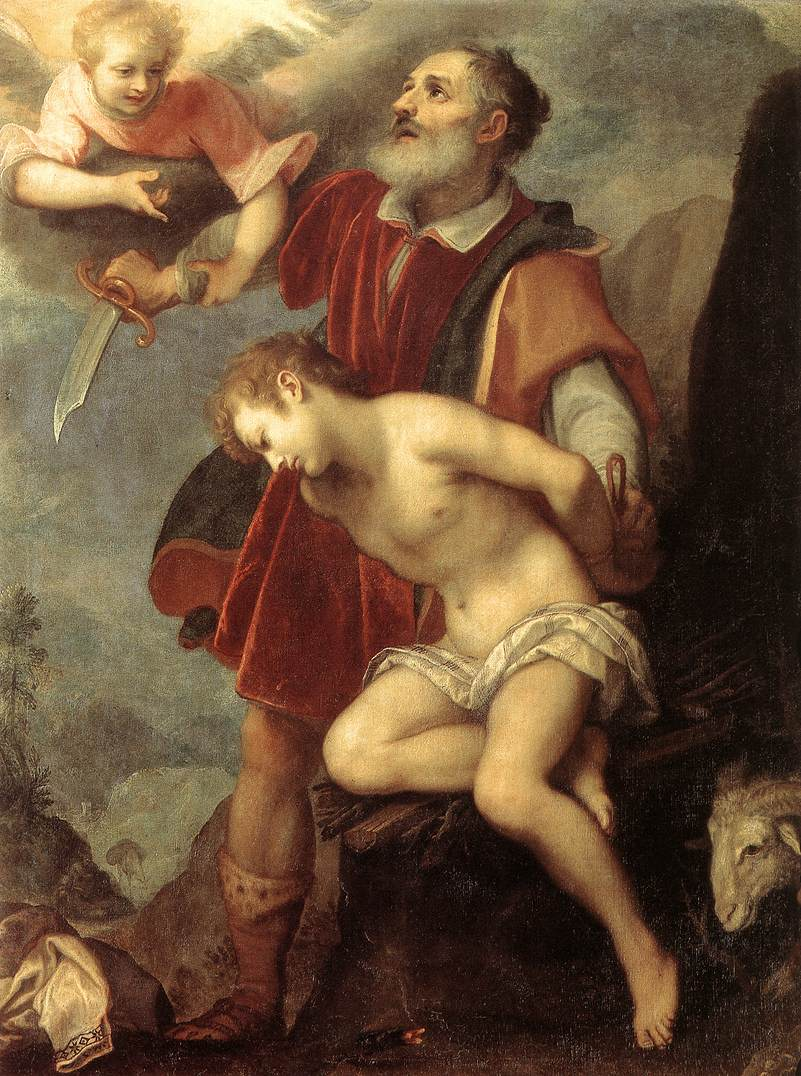
The Sacrifice of Isaac, 1607

洛多维科·卡迪 （Lodovico Cardi，1559 年 9 月 21 日 – 1613 年 6 月 8 日），  齐戈里 ，是意大利晚期风格主义和早期巴洛克时期的画家和建筑师，早年在佛罗伦萨接受训练并工作，最后九年是在罗马度过。
齐戈里出生在托斯卡纳的村庄齐戈里，在比萨省的圣米尼亚托附近。